# Гарасевич Марія Савівна
Марія Савівна Білоус, у шлюбі Гарасевич (14 жовтня 1918, Знам'янка — 27 грудня 2004, Стерлінг-Гайтс) — українська письменниця, літературознавиця, критикиня, журналістка в діаспорі США. 
Членкиня Об'єднання українських письменників «Слово», Національної спілки письменників України (з 1995), засновниця і голова Комітету сприяння українській демократичній пресі в Україні, лауреатка Фонду ім. Т. Шевченка (2003).

## Біографія
Народилася 14 жовтня 1918 р. у м. Знам'янка на Єлисаветградщині. Закінчила середню школу (1936), потім філологічний факультет Київського університету (1941). Учителювала. 
В 1944 році емігрувала до Німеччини, потім до США (1949). Поселилася у Детройті, викладала в школі українознавства. Друкувалася у часописах «Молода Україна», «Новий шлях», «Вільне слово» та ін. Очолювала Комітет сприяння українській демократичній пресі в Україні. 
Померла 27 грудня 2004 р. у Стерлінг Гайтс (штат Мічиган).

## Твори
- Гарасевич М. Ми не розлучались з тобою, Україно: Вибране 1952—1998. — Детройт, 1998. — 768 с.
- Гарасевич М. «Слідами піонерів» Уласа Самчука // Слово. Збірник 9. — Едмонтон: ОУП «Слово», 1981. — С. 161—169.
- Гарасевич М. Широкий письменницький діапазон У. Самчука // Дзвони. — 1978. — № 3-4. — С. 55-74.